# Jamie Davies
 (octobre 2019).
Jamie Davies, né le 16 février 1974 à Yeovil dans le Somerset, est un pilote automobile britannique.

## Carrière
- 1993 : Formule Vauxhall Lotus, 5e
- 1994 : Formule Vauxhall Lotus, 2e
- 1995 : Championnat de Grande-Bretagne de Formule 3, 6e
- 1996 : Championnat de Grande-Bretagne de Formule 3, 8e
- 1997 : Formule 3000, 4e
- 1998 : Formule 3000, 10e
  - 24 Heures du Mans GT1, 7e
- 1999 : Formule 3000, 21e
- 2000 : Formule 3000, 11e
- 2001 : 24 Heures du Mans, abandon
- 2002 : GT Britannique, champion
- 2003 : 24 Heures du Mans GTS, vainqueur
- 2004 : Le Mans Series LMP1, champion
  - 24 Heures du Mans, 2e
  - 12 Heures de Sebring, 3e
- 2005 : FIA GT, 19e (2 courses)
- 2006 : FIA GT, 7e
  - 12 Heures de Sebring, abandon
- 2007 : FIA GT, 8e
  - 24 Heures du Mans GT1, 6e
  - 12 heures de Sebring, abandon